# Лащенков Павло Миколайович
Павло Миколайович Лащенков (іноді Лащенко; 16 червня 1865, Харків — 27 квітня 1925, Томськ) — лікар-гігієніст, бактеріолог, доктор медицини (1893).

## Життєпис
Павло Миколайович народився 1865 року в Харкові в сім'ї священника. Навчався у Третій Харківській чоловічій гімназії.

### Харківський період
1888 року закінчив медичний факультет Харківського університету, де й працював від 1889. З 1895 — приват-доцент кафедри гігієни.
1892 року брав участь у ліквідації епідемії холери в Самарській губернії, 1893 року завідував продовольчими лікарсько-санітарними пунктами для переселенців у Томській губернії. 1895 року був у відрядженні в Санкт-Петербурзі при Інституті експериментальної медицини.
Від 1896 викладав гігієну сестрам милосердя Харківської общини Червоного хреста, від 1903 — у приватній жіночій гімназії.
В 1897—1899 рр. — як стипендіат для підготовки до професорського звання удосконалював знання за кордоном.
В 1899—1904 рр. — виконувач обов'язків санітарного лікаря Харкова.
У 1899 під час вивчення спалаху інтоксикацій, викликаних споживанням горіхово-кремових тортів, установив роль стафілококів у харчових отруєннях.
Був редактором видання «Сведения о врачебно-санитарной организации г. Харькова», де публікував власні статті про санітарні проблеми міста.

### Томський період
Від 1904 — екстраординарний, від 1908 — ординарний професор кафедри гігієни Томського університету, водночас очолював Гігієнічний інститут при Університеті.
У 1920—1921 брав участь у ліквідації епідемії тифу. Лащенков виявив у курячому білку лізоцим і описав його як протеолітичний ензим з бактерицидними властивостями; вперше довів можливість передавання інфекції повітряно-крапельним шляхом.
Досліджував хімічний склад зерна залежно від місця зростання. Підручник «Гигиена с включением сведений по эпидемиологии, эпизоотологии и медицинской помощи» (Томськ, 1911; 1912) відзначено Малою золотою медаллю на Всеросійській гігієнічній виставці у Санкт-Петербурзі (1913).
Помер 1925 року в Томську.

## Праці
- «Почва и почвенные воды города Харькова» («Журнал Русского Общества Охраны народного здр.», 1896);(рос.)
- «Вода, методы санитарного исследования и санитарной оценки» (Харків, 1897);(рос.)
- «Азотистое равновесие при исключении из пищи углеводов и при приеме их в незначительном количестве» («Еженедельник», 1898);(рос.)
- «Ueber Luftinfection durch Husten, Niesen und Sprechen verspritzte Tropfchen» («Zeitschr. f. Hyg.», т. 30);(нім.)
- «Ueber Producte aus sog. Waldwolle» («Arch. f. Hyg.», 1898);(нім.)
- «Ueber Extraction von Alexinen aus Kaninchenleukozyten mit. dem Blutserum anderer Tiere» («Arch. f. Hyg.», 1899);(нім.)
- «Брюшной тиф в Харькове» («Вестник Общества Гигиены», 1901);(рос.)
- «Значение гидрата окиси железа в деле очистки питьевых вод» (рос.) (там же, 1904); ряд статей, присвячених санітарному стану Харкова;
- «Гигиенические отряды на театре военных действий» (Харків, 1904; 20 с.) (рос.)
- P. Laschtschenko.  // Zeitschrift für Hygiene und Infektionskrankheiten. — 1909. — Bd. 64, H. 1 (12). — ISSN 1432-1831. — DOI:10.1007/BF02216170.(нім.)
- «Гигиена, со включением сведений по эпидемиологии, эпизоотологии и мед. полиции» (Томськ, 1913; два видання).(рос.)

## Нагороди
- Імператорський орден Святого Рівноапостольного князя Володимира 4 ступеня (1914);
- Орден Святої Анни 2 ступеня (1912);
- Орден Святого Станіслава 2 ступеня;
- Медаль «У пам'ять 300-річчя царювання дому Романових»